# HD 118156
HD 118156，又名BD+39 2658，SAO 63616、HR 5108，是一颗恒星，视星等为6.37，位于銀經88.07，銀緯75.29，其B1900.0坐标为赤經13h 29m 56.7s，赤緯+39° 75.29′ 4″。